# Philips Xenium W732
Philips Xenium W732 — смартфон компании Philips, выпущенный под брендом Xenium. Был представлен в 2012 году.

## Описание
Philips Xenium W732 имеет IPS-экран с разрешением 480x800 точек. Устройство основано на базе одноядерного процессора MediaTek MT6575. Имеет 512 мегабайт оперативной памяти и 4 гигабайта встроенной памяти, графический чип PowerVR SGX531, слот для карты памяти MicroSD (до 32 гигабайт), GPS, две камеры: тыльная (с функцией автофокуса и вспышкой, с разрешением 5 мегапикселей) и фронтальная (с разрешением 0.3 мегапикселя). Отличается емким аккумулятором на 2400 мАч. Телефон поддерживает использование двух SIM-карт для одновременного доступа к сетям WCDMA и GSM. В стандартной комплектации имеется серая, розовая и голубая задняя крышка. 

### Версия Android
Телефон выпускается с версией Android 4.0.3. Обновление не планируется. Возможна установка кастомной (неофициальной пользовательской) прошивки с версией Android 4.0.4

## Xenium Club
Для Xenium-устройств компания Philips открыла магазин приложений, который называется Xenium Club. Главная особенность Xenium Club - возможность оплачивать приложения с помощью SMS-сообщения.

## Тесты и обзоры
- UMTS/GSM-телефона Philips Xenium W732 на Mobile-review.com (недоступная ссылка)

## Другие телефоны серии Xenium
- Philips Xenium w536
- Philips Xenium x2300
- Philips Xenium W832